# Porgy és Bess (opera)
A Porgy és Bess George Gershwin 1935-ben bemutatott háromfelvonásos operája. Szövegkönyve DuBose Heyward kisregénye nyomán készült.

## A mű keletkezése
Gershwint már 1922-től foglalkoztatta egy opera megírásának a gondolata, szövegírójával, Bus de Sylvával beszélt is erről. Megírt egy Blue Monday című darabot, amit egy revü részeként be is mutattak. A darab a feketék életéről szólt, és azt művészi szándékkal ábrázolta, nem az akkoriban megszokott humoros, lenéző formában. Gershwinnek a következő időben megszülettek legjelentősebb művei, de egy jelenben játszódó opera témáját változatlanul kereste.
1926-ban találkozott DuBose Heyward kisregényével, aminek az ötletét az író egy Samuel Smalls nevű nyomorék fekete férfi valós történetéből merítette. Samuel Smalls megtámadott egy nőt, majd egy kecske vontatta kordén menekült, de elfogták. A történetből – az író felesége, Dorothy Heyward közreműködésével – színpadi darab is készült, amit New Yorkban 367-szer adták elő. A történet igen megtetszett Gershwinnek, s azonnal felvette a kapcsolatot Heywarddal. Az író ekkor már tárgyalásban volt a korszak nagy fekete sztárjával, Al Jolsonnal is, aki Jerome Kern és Oscar Hammerstein II közreműködésével kívánta színpadra állítani és eljátszani a főszerepet. Gershwin már hozzáfogott a komponáláshoz, de a huzavona és egyéb elfoglaltságai miatt a tényleges munkára csak később kerülhetett sor. Közben, 1934 elején az Al Jolson-terv kútba esett, így Heyward már odaadhatta a jogot Gershwinnek. A librettót DuBose Heyward és Gershwin bátyja, Ira Gershwin írta meg. Külön ügyeltek a szöveg nyelvezetére: nem tiszta angol és nem tiszta fekete beszédstílusban írták, hanem inkább egy népies keverékstílusban. A két Gershwin fivér 1934-ben, még a lényegi munka megkezdése előtt, ellátogatott Dél-Karolinába, a Charlestonhoz közeli Folly Beach-re, hogy tanulmányozza a helyi zenei és beszédstílust.

## Főbb szereplők
| Szereplő                                                           | Hangfekvés                |
| ------------------------------------------------------------------ | ------------------------- |
| Porgy, nyomorék koldus                                             | bariton vagy basszbariton |
| Bess, fiatal lány                                                  | szoprán                   |
| Sporting Life, csempész, kábítószerárus (eredetileg Sportin' Life) | tenor                     |
| Crown, rossz hírű, erőszakos férfi                                 | bariton                   |
| Jake, halász                                                       | bariton                   |
| Clara, Jake felesége                                               | szoprán                   |
| Robbins, fiatal halász                                             | tenor                     |
| Serena, Robbins felesége                                           | szoprán vagy mezzoszoprán |
| Maria, a helyi kocsma tulajdonosa                                  | alt                       |

- Zenekar: nagy szimfonikus jazz-zenekar.
- Énekkar: nagy együttes, sok színpadi jelenléttel.
- Tánckar: közepes együttes, sok színpadi jelenléttel.
- Történik: Dél-Karolinában, Charleston városának Catfish Row nevű utcájában és a közeli Kittiwahra szigeten, 1866-ban, de a rendezések zöme inkább az 1930-as évekbe helyezi.
- Játékidő: 3 óra.

## A cselekmény

### Első felvonás
A Catfish Row-t, Charleston egyik szűk kikötői utcáját szegény feketék lakják, szabadidejüket kockázással ütik el. Bess, a csinos fiatal lány a rossz hírű, erőszakos Crownnal él együtt. Kockajáték közben verekedés tör ki a résztvevők között, és Crown részegen megöli a fiatal Robbinst, Serena férjét. A gyilkos elmenekül, és magára hagyja Besst. Robbins holttestét Serena szobájában ravatalozzák fel, s a szomszédok spirituáléval búcsúztatják a halottat. A búcsúztatón Bess a nyomorék Porgyval jelenik meg, aki befogadta a lányt. A gyilkosságot kivizsgáló detektív nem ér el eredményt, ezért magával viszi az öreg Petert, a mézárust, Porgy barátját, akit a gyilkosság koronatanújának tart. A temetkezési vállalkozó kevesli a pénzt, ami a temetésre összejött, de Serena megígéri, hogy a hiányzó részt ledolgozza.

### Második felvonás
Bess teljesen megváltozott Porgy mellett, nem kábítószerezik, tisztességesen dolgozik, gondoskodik nyomorék társáról. A kábítószercsempész Sporting Life szeretné Besst „pártfogásába venni”, sok szépet ígér neki, de a lány elutasítja. A társaság egy közeli kicsiny szigetre, Kittiwahra készülődik, ahol vidám pikniket tartanak. Bess nem akar menni, Porgyval akar maradni, ő azonban rábeszéli a lányt, hogy menjen, érezze jól magát a többiekkel. A szigeten önfeledten mulat mindenki, de visszainduláskor hirtelen megjelenik a szigeten bujkáló Crown, és visszatartja Besst. A lány csak napok múlva, betegen, lelkileg meggyötörve tud megszabadulni tőle, és ismét a nyomoréknál talált otthonra. Porgy megígéri Bessnek, hogy meg fogja védeni régi szeretője üldözése elől. A két ember között valódi bensőséges érzés alakul ki. Közben hazaengedik Petert a rendőrségről. A tengeren borzalmas vihar tombol, mindenki azt hiszi, hogy tengeren lévő Jake és Clara nem fogja túlélni, az emberek fohászkodó dalt énekelnek értük.

### Harmadik felvonás
Hatalmas meglepetésre, a tomboló vihar közepette megjelenik Crown a Catfish Row-n. Fenyegetőzve magával akarja vinni Besst, ám a kétségbeesett Porgy a gyilkos hátába döfi a kését, majd megfojtja, a holttestet pedig kihurcolja az utcára. Másnap ismét megjelenik a detektív, aki most sem talál használható nyomot, de előállítja Porgyt, hogy azonosítsa a halottat. Sporting Life ismét megkörnyékezi Besst, de a lány ezúttal is visszautasítja. A kábítószercsempész azonban biztos a dolgában, egy adag kokaint hagy hátra Bessnél, s amikor visszamegy érte, a lány követi régi szeretőjét New Yorkba. Egy hét múlva hazaeresztik Porgyt, mert a rendőröknek nem sikerült semmi értékelhetőt kicsikarni belőle, de a házát üresen találja. A szomszédok újságolják el neki a történteket. Porgy előhozza kecskefogatú kordéját, és elindul Bess után a messzi New Yorkba.

## Az opera színpadra állítása
Gershwin még messze volt az opera befejezésétől, de már felvette a kapcsolatot a bemutató ügyében Otto Kahnnal, a Metropolitan Opera igazgatótanácsának elnökével, s az elképzelés kedvező fogadtatásra talált. A komponálás azonban lassan haladt, több hátráltató dolog késleltette a munkát. A tervezett bemutatót késleltette még a feketék színpadon való megjelenésétől, a közönség kiszámíthatatlan reakciójától tartó félelem is. A tényleges premier előtt ezért egy magánelőadás keretében eljátszottak egy koncertváltozatot a Carnegie Hallban, azután próbaképpen a bostoni Colonial Theatre-ben mutatták be operát 1935. szeptember 30-án. A bemutató hatalmas sikerrel zárult. A „nagybemutató” október 10-én volt New Yorkban, az Alvin Theaterben, hasonló sikerrel. Gershwinék külön figyelmet fordítottak a szereplőválogatásra, a hitelesség érdekében ugyanis nem akartak túlzottan iskolázott énekeseket színpadra állítani. A Brodway-n a mű 124 előadást ért meg. A produkció ezután 1936-ban amerikai turnéra indult (Philadelphia, Pittsburgh, Chicago, Washington). A továbbiakban azonban felerősödött Amerikában a faji megkülönböztetés, ezért a darabot nem játszották tovább. Legközelebb 1941-ben tűztek műsorra egy rövidített változatot New Yorkban, és ezt nyolc hónapig játszották.
Az operát külföldön először 1943. május 27-én mutatták be Koppenhágában, a Dán Királyi Operaházban. A bemutató pikantériája az volt, hogy a darabot – a Dániát akkor megszálló németek – levetették a műsorról (az operaház felrobbantásával fenyegetőzve), ugyanis az opera egyik dallama a dán ellenállók dala volt. 1951-ben a Metropolitan felújította az eredeti változatot, és az operát utazó társulatukkal elvitték Európába is (például a milánói Scala, a bécsi Volksoper, a leningrádi Kultúrpalota). Ezt követően azután több európai operaház is műsorára tűzte.
A magyarországi premier 1970-ben volt az Erkel Színházban, parádés szereposztásban: Radnai György és Házy Erzsébet énekelték a főszerepeket. Az ekkor már 50 éves Radnai számára igen megterhelő volt a produkció, ugyanis minden előadáson térden mászva kellett teljesíteni a szerepet. Ez a nehézség természetesen valamennyi Porgy esetén igaz, a szerep nemcsak művészileg, de fizikailag is igen megterhelő.

## A zene
Gershwin – hogy zenéje összhangban legyen a librettó követelményeivel – nem akart eredeti fekete zenei anyagot felhasználni az operában. A New York Times-nak így nyilatkozott: „Amikor elkezdtem a komponálást, úgy határoztam, hogy eredeti népi anyagot nem használok fel, mert azt akartam, hogy a zene tökéletesen egyöntetű legyen. … A Porgy és Bessben a songok az egésznek csak egy részét képezik. Igyekeztem a recitativókat is, amennyire lehetett, a feketék beszédmodorához alkalmazni.”
A zene fontos sajátossága, hogy a hallgató úgy érzi, mintha a szereplők improvizálnának, a recitativók előírt hangmagasságai pedig az élő beszéd dallamosságát követik. A zene hamisítatlan amerikai: szervesen egyesülnek benne az afro-amerikai eredetű dzsessz, a fekete zene, de még az indián zene motívumai is. Ugyanakkor erősen hatott Gershwinre Debussy és Ravel zenei stílusa is. Juhász Előd írja: „Gershwin világos, egyszerű, nemes veretű, kissé »egzotikus« egyéni dallamossága is ebből a hármas (indián, fekete, afro-amerikai) eredetből vezethető le. … Gershwin a fekete songok és spirituálék szellemét, a jazz és a könnyedebb műfajok hangvételét ötvözte romantikus veretű, szimfonikus karakterű, letagadhatatlanul egyéni muzsikájában.”

## Főbb zeneszámok

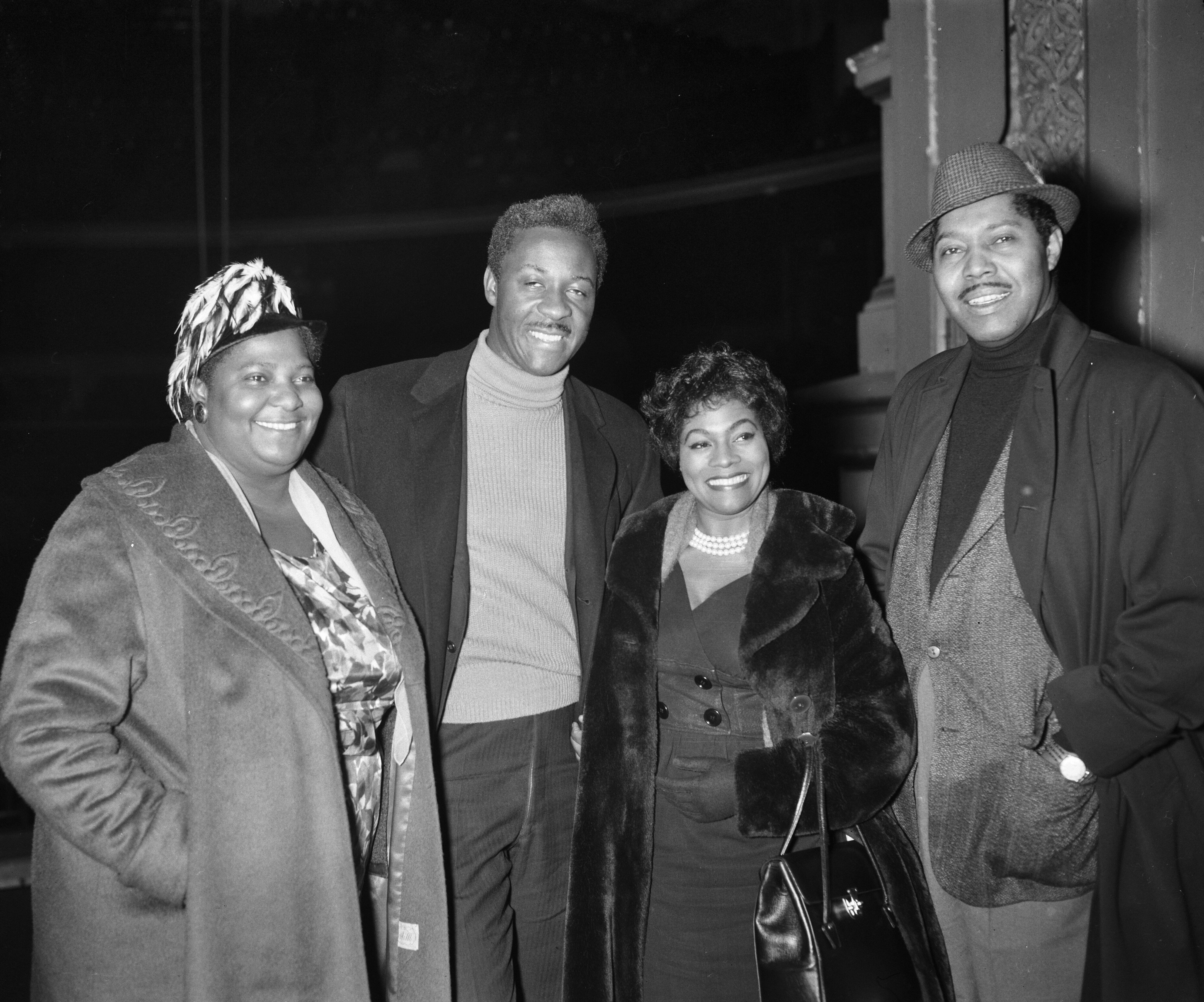
Az opera szereplői az 1959-es amszterdami előadáson

Az opera dalai a bemutató óta önálló életet is élnek. Számtalan előadó számtalan műfajban énekelte el, énekli őket mind a mai napig. A legismertebb dalok:
- Summertime and the livin' is easy – Bölcsődal, 1. felvonás, Clara.
- A woman is a sometime thing – Együttes, 1. felvonás, Jake, Mingo, Sporting Life, Clara, Robbins, Peter, Lilly, Maria, kórus.
- My man's gone now – Sirató, 1. felvonás, Serena.
- Oh, I'am agoin' out to the Backfish banks – Halászdal, 2. felvonás, Jake.
- Oh, I got plenty o' nuttin' – Bendzsódal, 2. felvonás, Porgy.
- Bess, you is my woman now – Szerelmi kettős, 2. felvonás, Bess és Porgy.
- It ain't necessarily so – Sporting Life dala, 2. felvonás.
- I loves you, Porgy – Bess és Porgy kettőse, 2. felvonás.
- There's boat that's leavin' – Sporting Life dala, 3. felvonás.
- Oh Lawd, I'm on my way – Zárójelenet, 3. felvonás.

## CD-ajánló
- Porgy – Willard White, Bess – Leona Mitchell, Crown – McHenry Boatwright, Sporting Life – Francois Clemmons, Serena – Florence Quivar, Clara – Barbara Hendricks, Jake – Arthur Thompson. Közreműködik a Clevelandi Operaház zenekara és kórusa, vezényel: Lorin Maazel. A felvétel helye és ideje: Cleveland, 1975. A kiadás éve LP–n: 1976, CD–n. 1977. DECCA 414 559–2, 3 CD.
- Porgy – Willard White, Bess – Cynthia Haymon, Sporting Life – Damon Evans, Serena – Cynthia Clarey, Clara – Harolyn Blackwell, Jake – Bruce Hubbard. Közreműködik a London Philharmonia zenekar és a Glyndebournei Fesztivál kórusa, vezényel: Simon Rattle. A felvétel helye és ideje: London, EMI Stúdió, 1988. február. A kiadás éve: 1989. EMI 7 49568 2, 3 CD.

## Film
A Porgy és Bessből 1959-ben amerikai film készült, Otto Preminger rendezésében. Főszereplői: Sidney Poitier (Porgy, énekhangja Robert McFerrin Sr.), Dorothy Dandridge (Bess, énekhangja Adele Addison), Sammy Davis Jr. (Sporting Life), Brock Peters (Crown), Ruth Attaway (Serena), Diahann Carroll (Clara). A producer Samuel Goldwin volt. A zenei rendezők, André Previn és Ken Darby Oscar-díjat kaptak a legjobb musical filmzene kategóriában 1960-ban. A film ugyanebben az évben Golden Globe-díjat kapott a legjobb musical kategóriában.
Az 1993-as Glyndebourne-i Fesztivál előadását televízió stúdióban szalagra rögzítették és kiadták VHS kazettán, később DVD-n is (a produkció rendezője Emmy-díjat kapott). 2002-ben a Houston Opera előadását is rögzítették a Lincoln Centerben.